# Aliona Dubitskaya
Aliona Dubitskaya (née Hryshko le 25 janvier 1990) est une athlète biélorusse, spécialiste du lancer du poids.

## Biographie
En 2014, elle franchit pour la première fois la barre des 18 et 19,00 mètres mais est testée positive. Elle est suspendue 6 mois, jusqu'en mars 2015.
Le 19 mars 2016, Dubitskaya se classe 9e des championnats du monde en salle de Portland avec un jet à 17,45 m.
Le 8 août 2018, la Biélorusse remporte la médaille de bronze des championnats d'Europe de Berlin. Auteure d'un meilleur jet à 18,81 m, elle est devancée par la Polonaise Paulina Guba (19,33 m) et l'Allemande Christina Schwanitz (19,19 m).
Elle se classe 6e des championnats du monde 2019 à Doha avec 18,86 m.

## Palmarès
| Date | Compétition                          | Lieu             | Résultat | Marque  |
| ---- | ------------------------------------ | ---------------- | -------- | ------- |
| 2007 | Championnats du monde cadets         | Ostrava          | 1re      | 15,91 m |
| 2008 | Championnats du monde juniors        | Bydgoszcz        | 4e       | 16,55 m |
| 2009 | Championnats d'Europe juniors        | Novi Sad         | 1re      | 17,59 m |
| 2014 | Championnats d'Europe                | Zurich           | 7e       | 17,95 m |
| 2015 | Championnats d'Europe par équipes    | Tcheboksary      | 3e       | 18,38 m |
| 2015 | Championnats du monde                | Pékin            | 6e       | 18,52 m |
| 2016 | Championnats du monde en salle       | Portland         | 9e       | 17,45 m |
| 2016 | Jeux olympiques                      | Rio de Janeiro   | 8e       | 18,23 m |
| 2016 | Ligue de diamant                     | Ligue de diamant | 5e       | détails |
| 2017 | Championnats d'Europe par équipes    | Lille            | 1re      | 18,39 m |
| 2017 | Ligue de diamant                     | Ligue de diamant | 6e       | 18,02 m |
| 2018 | Championnats du monde en salle       | Birmingham       | 6e       | 18,21 m |
| 2018 | Coupe d'Europe hivernale des lancers | Leiria           | 2e       | 18,47 m |
| 2018 | Championnats d'Europe                | Berlin           | 3e       | 18,81 m |
| 2018 | Ligue de diamant                     | Ligue de diamant | 4e       | 19,01 m |
| 2019 | Championnats d'Europe en salle       | Glasgow          | 4e       | 18,71 m |
| 2019 | Ligue de diamant                     | Ligue de diamant | 4e       | 19,21 m |
| 2019 | Championnats du monde                | Doha             | 6e       | 18,86 m |
| 2021 | Championnats d'Europe en salle       | Toruń            | 4e       | 18,86 m |
| 2021 | Coupe d'Europe des lancers           | Split            | 2e       | 18,79 m |

## Records
| Épreuve         | Épreuve   | Marque  | Lieu         | Date                         |
| --------------- | --------- | ------- | ------------ | ---------------------------- |
| Lancer du poids | Plein air | 19,21 m | Rabat Zurich | 12 juillet 2018 29 août 2019 |
| Lancer du poids | En salle  | 18,94 m | Mogilyov     | 29 janvier 2019              |